# Arthur de Lort de Sérignan
Arthur Maximilien Timoléon, comte de Lort de Sérignan, né le 10 juillet 1849 à Maureilhan et mort le 8 juin 1932 à Paris (7e arrondissement), chef de bataillon d'infanterie, fut professeur à Saint-Cyr, et l'auteur d'ouvrages d'histoire militaire.